# عكس نقيض
عكس النقيض هو جعل نقيض الجزء الثاني من القضية جزء أولا، ونقيض الأول ثانيا مع بقاء الكيف والصدق بحالهما، فإذا قلنا: كل إنسان حيوان، كان عكسه: كل ما ليس بحيوان ليس بإنسان.

## المنطق الرياضي
لتكن P و Q قضيتان، نرمز للعكس النقيض بـ:
{\displaystyle (P\Rightarrow Q)\Leftrightarrow (\neg Q\Rightarrow \neg P)}